# 卢森堡中央银行
卢森堡中央银行（法語：Banque Centrale du Luxembourg, BCL）位于卢森堡大公国，成立于1998年，和欧洲中央银行同时成立。

## 历史
依据在4月22日和12月23日法律，卢森堡中央银行正式成为欧洲中央银行体系的成员。加入欧元区之前，负责依据本国经济运作、财政和货币政策的调整以及卢森堡法郎的发行。加入欧元区之后，大部分职能转移到欧洲中央银行，通用货币改为欧元。